# بخش باگالپور
بخش باگالپور (به انگلیسی: Bhagalpur division) یک منطقهٔ مسکونی در هند است که در بیهار واقع شده‌است. بخش باگالپور ۵٬۰۶۱٬۵۶۵ نفر جمعیت دارد.